# New York Red Bulls 2010
 Questa voce raccoglie le informazioni riguardanti il New York Red Bulls nelle competizioni ufficiali della stagione 2010.

## Stagione
I New York Red Bulls terminano il campionato al 1º posto di Eastern Conference e in terza posizione nella classifica generale, qualificandosi ai play-off in cui arrivano fino alle semifinali di conference, dove vinsero 1-0 all'andata contro S.J. Earthquakes ma vennero poi rimontati al ritorno perdendo 3-1. A stagione in corso, il club ingaggia l'attaccante francese Thierry Henry.

## Maglie e sponsor
| Casa | Trasferta |

## Rosa
| N. |                                 | Ruolo | Calciatore          |
| -- | ------------------------------- | ----- | ------------------- |
| 2  | Stati Uniti (bandiera)          | D     | Carey Telley        |
| 3  | Costa Rica (bandiera)           | D     | Chris Albright      |
| 4  | Messico (bandiera)              | D     | Rafael Márquez      |
| 5  | Stati Uniti (bandiera)          | D     | Tim Ream            |
| 6  | Stati Uniti (bandiera)          | C     | Seth Stammler       |
| 7  | Costa Rica (bandiera)           | D     | Roy Miller          |
| 8  | Bosnia ed Erzegovina (bandiera) | C     | Siniša Ubiparipović |
| 9  | Colombia (bandiera)             | A     | Juan Pablo Ángel    |
| 10 | Marocco (bandiera)              | C     | Mehdi Ballouchy     |
| 11 | Sudafrica (bandiera)            | C     | Danleigh Borman     |
| 12 | Stati Uniti (bandiera)          | D     | Mike Petke          |
| 13 | Stati Uniti (bandiera)          | C     | Austin da Luz       |
| 14 | Francia (bandiera)              | A     | Thierry Henry       |
| 17 | Stati Uniti (bandiera)          | C     | Jeremy Hall         |

| N. |                          | Ruolo | Calciatore       |
| -- | ------------------------ | ----- | ---------------- |
| 18 | Senegal (bandiera)       | P     | Bouna Coundoul   |
| 19 | Giamaica (bandiera)      | C     | Dane Richards    |
| 20 | Estonia (bandiera)       | C     | Joel Lindpere    |
| 22 | Georgia (bandiera)       | A     | Giorgi Chirgadze |
| 23 | Camerun (bandiera)       | C     | Tony Tchani      |
| 24 | Canada (bandiera)        | P     | Greg Sutton      |
| 25 | Stati Uniti (bandiera)   | A     | Conor Chinn      |
| 27 | Nuova Zelanda (bandiera) | D     | Andrew Boyens    |
| 29 | Ghana (bandiera)         | A     | Salou Ibrahim    |
| 32 | Stati Uniti (bandiera)   | C     | Luke Sassano     |
| 33 | Galles (bandiera)        | C     | Carl Robinson    |
| 39 | Stati Uniti (bandiera)   | A     | Juan Agudelo     |
| 44 | Stati Uniti (bandiera)   | D     | Carlos Mendes    |
| 99 | Stati Uniti (bandiera)   | C     | Irving Garcia    |